# Margarita Manso
Margarita Manso Robledo (Valladolid, 24 de novembre de 1908 - Madrid, 28 de març de 1960) va ser una pintora espanyola de la Generació del 27.

## Biografia
Nascuda el 1908 al si d'una família de classe mitja, Margarita era la segona filla de Luís Manso López, cap d'oficina del taller de fundició Gabilondo, i de Carmen Robledo Daguerre, una modista d'origen basc-francès. Tenia dues germanes més: Carmen i María Luisa. L'any 1921 el seu pare va morir sobtadament i la família es va instal·lar a Madrid, on la seva mare treballava com a modista amb el seu propi taller i boutique Carmen Robledo Alta Costura.
Margarita va ingressar el 1923 com a estudiant a la Reial Acadèmia de Bellas Artes de San Fernando, a Madrid, on va tenir com a professor a Julio Romero de Torres. Allà coincideix amb Maruja Mallo, amb qui va mantenir gran amistat, Salvador Dalí i Alfonso Ponce de León. Manso va pertànyer al grup íntim de Mallo, Federico García Lorca i Salvador Dalí. És famosa l'anècdota de la visita del grup d'amics al monestir de Santo Domingo de Silos: com l'entrada estava vedada per a les dones, Maruja Mallo i Margarita Manso van decidir disfressar-se d'homes i així van poder visitar el cenobi.
Manso Robledo va ser musa i esposa d'un pintor d'avantguarda, amiga de tots els membres de la Generació del 27, amant del propi Lorca (en una d'aquestes històries que posen el toc escandalós i de tafaneria a les biografies) i, sobretot, una dona moderna, estudiant d'art i cosmopolita, una més d'aquestes dones modernes de l'Espanya dels anys 20 i 30 que van quedar desdibuixades a la història. Lorca va mantenir una fugaç relació eròtica amb Manso i li va dedicar el seu romanç «Mort d'amor» del seu Romancero gitano.
El seu caràcter transgressor la va afermar en els ambients intel·lectuals de la capital, també estava en aquell grup que va iniciar el moviment "sinsombrerista". Malgrat la seva mentalitat liberal es va enamorar d'un falangista: el pintor Alfonso Ponce de León, qui la va retratar i amb qui es va casar el 1933, però el seu matrimoni no va durar molt, ja que Alfonso Ponce de León es va afiliar a la Falange Espanyola, i va morir assassinat al començament de la Guerra Civil. Aquest fet la va canviar per sempre.
El 1930 Margarita i Ponce de León van viatjar a París on van conèixer Pablo Picasso i van establir contacte amb l'Escola de París. Finalment, Margarita i Alfonso Ponce de León, qui col·laborava com a escenògraf del grup teatral de Lorca, La Barraca, es van casar el 9 de desembre de 1933 a la parròquia de Santa Bárbara. Ponce de León es va afiliar a Falange Espanyola i va morir assassinat a Madrid al començament de la Guerra Civil espanyola. Anys després es va casar amb el doctor Enrique Conde Gargollo, un home afí a la dictadura. A continuació, Margarita es va apuntar al partit falangista, es va tornar una dona devota i va amagar el seu passat; fins a tal punt que els seus fills desconeixien les vivències de l'adolescència de la seva mare.
Margarita Manso va ser una pintora de la generació del 27, que també va exercir com a musa per a Dalí i Alfonso Ponce de León entre d'altres. A més, va participar en l'agitació del "sinsombrerismo" amb altres nou dones. «Las Sinsombrero», nom que prové de l'anècdota que van protagonitzar Maruja Mallo, Margarita Manso, Salvador Dalí i Federico García Lorca que, en aquesta Espanya finisecular i vuitcentista de principis del segle xx, van decidir donar carpetada al costum ranci de portar el cap cobert i en una «performance» improvisada es van llevar el barret enmig de la Porta del Sol davant el desconcert i la sorpresa de la gent que allà hi havia.
A Margarita Manso la guerra l'hi lleva tot. Primer és l'assassinat de Federico García Lorca pels falangistes i militars revoltats. Lorca, el seu gran amic, el seu confident, a qui Margarita admira profundament. Després l'exili de la seva germana Carmen i el seu nebot Carlos a Mèxic on acudirà posteriorment la seva mare. I finalment el seu pitjor malson: el 19 de setembre de 1936 Alfonso Ponce de León és segrestat per un grup de radicals mentre els dos passejaven per la Castellana, sent assassinat en una txeca dos dies més tard. Poc després el pare i dos germans d'Alfonso també seran assassinats.
Aquest fet trenca a Margarita qui, sota una crisi nerviosa, fuig d'Espanya amb destinació a Itàlia, concretament al balneari de Salsomaggiore prop de Parma, juntament amb la seva germana petita María Luisa, casada amb el pintor Francisco Maura i que morirà pocs anys després. El 1938 Margarida torna a Espanya i decideix instal·lar-se en zona nacional, a la ciutat de Burgos, on és acollida per l'entorn del poeta i intel·lectual falangista Dionisio Ridruejo, amic íntim de Ponce de León. Durant els anys posteriors Margarita dissenya i il·lustra cartells i decorats per a les obres teatrals que Ridruejo dirigeix amb el seu grup a Burgos. Però Margarita està emocional i vitalment trencada i sola. El 1940, segurament molt animada per la seva mare que des de Mèxic pateix per la situació de desemparament de la seva filla, es casa amb el doctor Enrique Conde Gargollo, un metge de fortes conviccions franquistes i responsable anys després de la publicació de les obres completes de José Antonio Primo de Rivera amb qui va tenir tres fills: Enrique, Luís i Margarita.
Margarita qui havia estat una dona moderna, s'enfosqueix a l'Espanya grisa de la dictadura i es torna una dona devota i falangista. Durant la resta de la seva vida amagarà el seu passat, la seva íntima amistat i vivències amb Lorca, Dalí i Mallo..., i els somnis dels quals un dia van creure poder canviar el món.
Margarita mor el 1960, relativament jove, amb 51 anys, d'un càncer de mama. Però segons el testimoniatge d'un familiar, Margarita va morir de tristesa, perquè la seva vida va deixar de ser seva un 19 de setembre de 1936.